# پتن ناگ
پتن ناگ یا پتن تاک روستایی در دهستان کزور بخش مینان شهرستان سرباز استان سیستان و بلوچستان ایران است.

## جمعیت
بر پایه سرشماری عمومی نفوس و مسکن در سال ۱۳۹۵ جمعیت این روستا ۶۱۹ نفر (۱۵۵خانوار) بوده‌است.